# Orca (film, 2020)
Orca är en svensk dramafilm som hade biopremiär i Sverige den 30 oktober 2020. Filmen är regisserad av Josephine Bornebusch, som också skrivit manus tillsammans med Gunnar A.K. Järvstad. Filmen skrevs och spelades in under coronaviruspandemin och utforskar effekterna av social distansering på mänskliga relationer. Bornebusch och Järvstad skrev klart manuset på tre veckor, efter att en annan inspelning blivit skjuten på framtiden. Orca spelades sedan in på 12 dagar.

## Handling
Filmens handling följer ett antal personer ur medelklassen och deras relationer i en period då de tvingats till social distansering. Anledningen nämns aldrig explicit i filmen, men har antagits vara inspirerad av åtgärderna mot coronaviruset. Dialogen utspelas genom videosamtal.

## Rollista i urval
- Johan Rheborg – Claes
- Josephine Bornebusch – Matilda
- Gustav Lindh – Igor
- Tova Magnusson – Sofie
- Vera Vitali – Vida
- Erik Johansson – John
- Rebecka Josephson – Felicia
- Peter Andersson – Allan
- Marie Göranzon – Solveig
- Alba August – Hanna
- Joel Spira – Ossian

## Filmpriser och nomineringar
Filmen nominerades till fem guldbaggar, bland annat för bästa film och bästa manus.